# Franz Glaser sen.

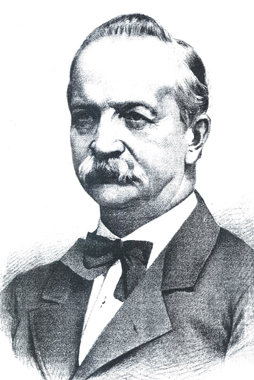
Franz Glaser sen.

Franz Glaser sen. (* 9. Mai 1822 in Laubendorf, Kaisertum Österreich; † 2. Februar 1885 in Dornbach bei Wien, Österreich-Ungarn) war ein österreichischer Baumeister und Bürgermeister von Dornbach bei Wien.

## Leben
Franz Glaser war der Sohn von Wenzel und Katharina Glaser, geborene Ficker, und wuchs in Böhmen auf.
Als Angehöriger der Genietruppe war er nach der ungarischen Kapitulation im Oktober 1849 als Fortifikationsmaurerpolier in Komorn stationiert, wo auch die Söhne Franz Glaser jun. und Heinrich Glaser aus der Ehe mit der 1860 jung verstorbenen Josefa Glaser, geb. Dengler, geboren wurden. Beide Söhne waren Architekten und Baumeister und führten die väterliche Baufirma nach dessen Tod weiter. 1861 trat Franz Glaser sen. aus dem Militär aus und heiratete 1863 in zweiter Ehe Antoinette Wenk (1837–1883), die sich später erschoss.
Franz Glaser gründete nach dem Ausscheiden aus dem Militär in Dornbach bei Wien eine Baufirma. Ab 1867 war er Mitglied in der Gemeindevertretung von Dornbach. 1870 erhielt er die Baumeisterkonzession und wurde Mitglied in der Bau- und Steinmetzmeister-Genossenschaft in Wien. In der Promenadegasse 53 errichtete er 1872 die repräsentative „Villa Glaser“, die ihm fortan als Privatwohnsitz diente.
1882 wurde Glaser zum Bürgermeister seiner Gemeinde gewählt. Dieses Amt hatte er bis zum Tod inne. Sein Leichnam wurde auf dem Dornbacher Friedhof beigesetzt.
Franz Glaser ist neben seinem Sohn nicht zu verwechseln mit dem gleichnamigen Stadtbaumeister (1864–1906) sowie dem ebenfalls gleichnamigen, 1887 geborenen Tischler aus Wien-Neubau.

## Bauten (Auswahl)

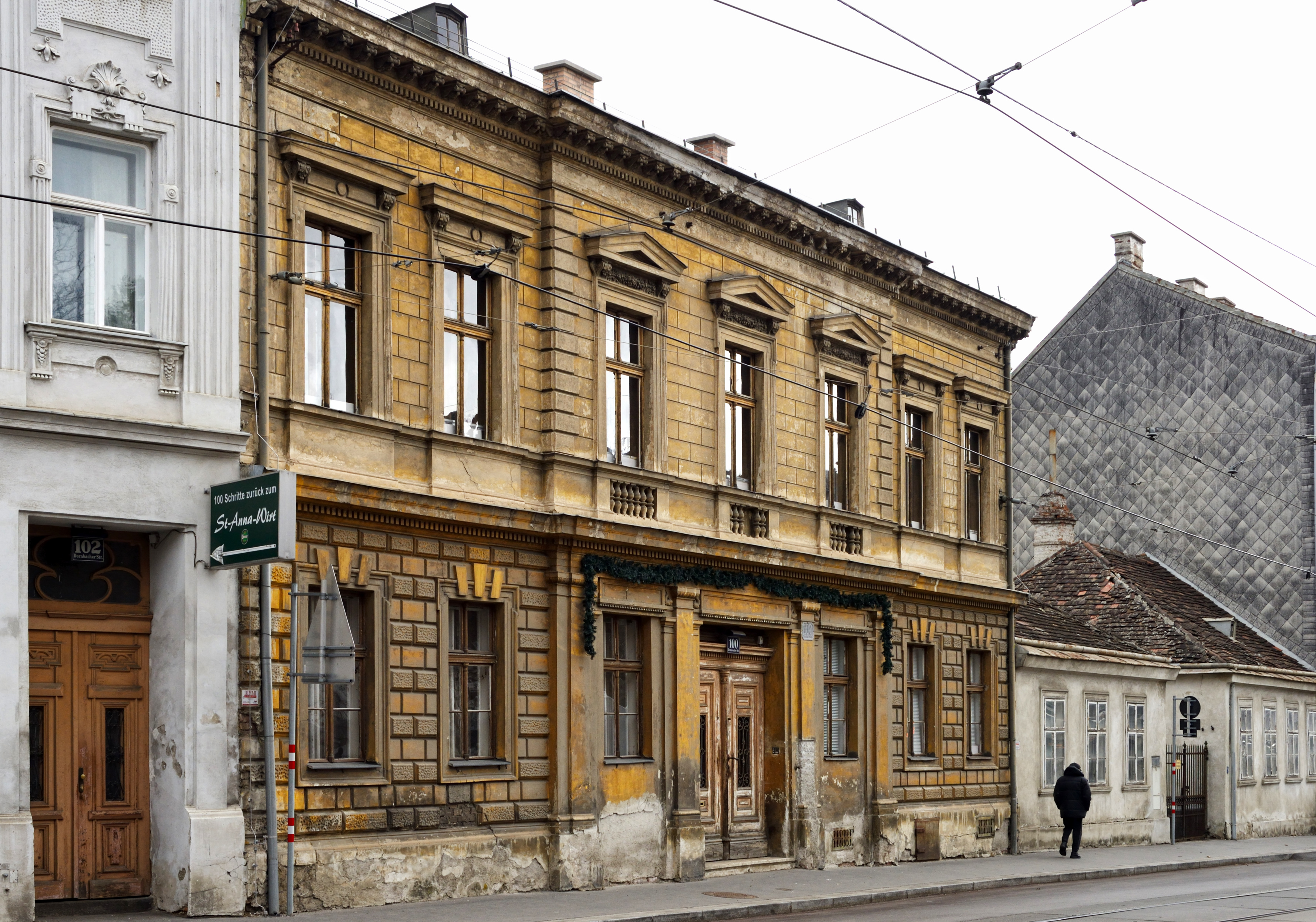
Familienhaus Dornbacher Straße 100

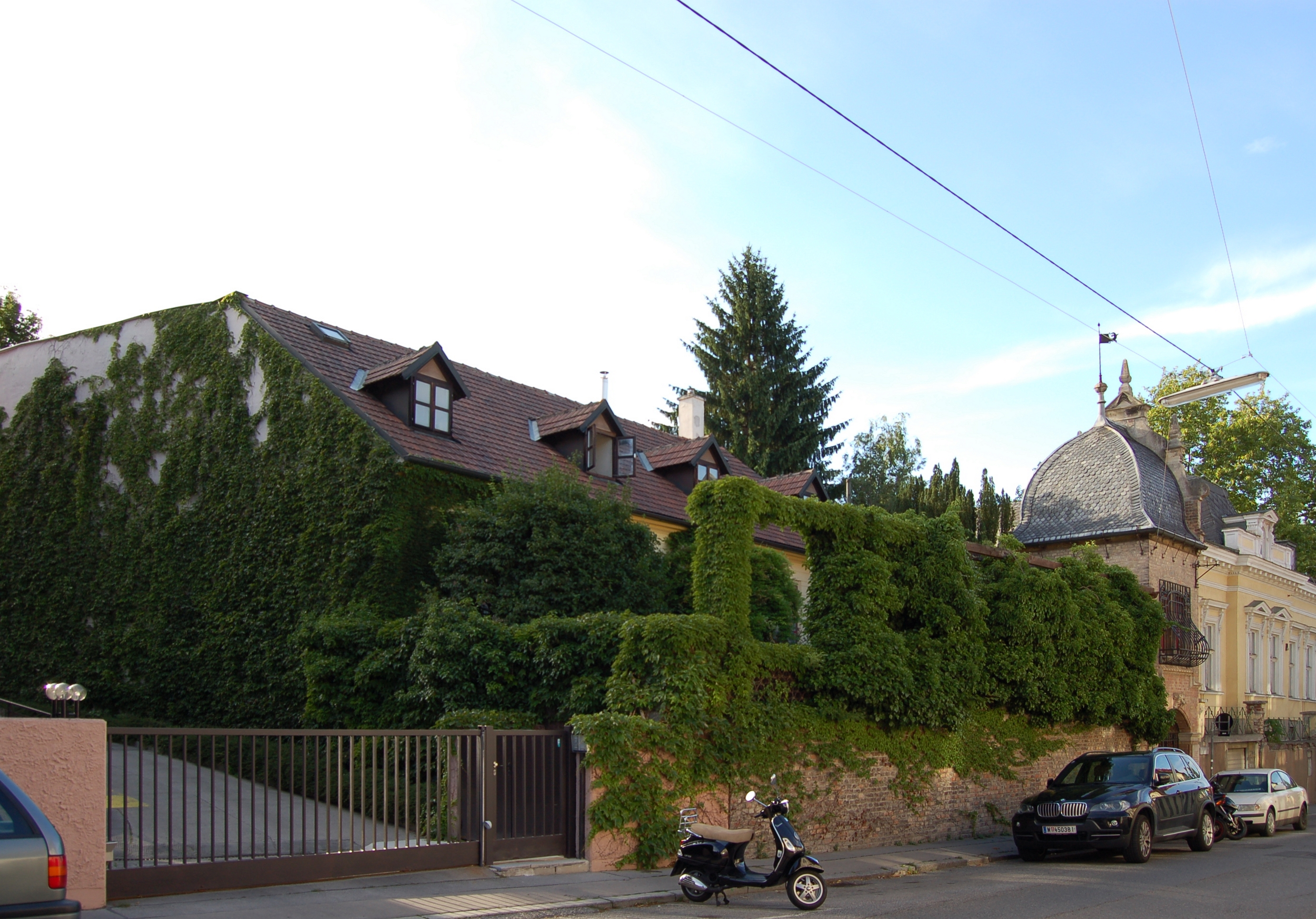
Terrasse, Torturm und Gartenhaus der „Bären-Villa“ Friedrich von Schmidts in der Andergasse 8

- 1869: Wohnhaus Dornbacher Straße 69, Wien 17
- 1870: Villenfassade Andergasse 64, Wien 17
- 1870: Familienhaus Dornbacher Straße 100, Wien 17
- 1871: Villa Promenadegasse 17, Wien 17 (später umgebaut)
- 1872: „Villa Glaser“, Promenadegasse 53, Wien 17
- 1872–1873: Schule, Rupertusplatz, Wien 17 (abgerissen)
- 1873: Wohnhaus Dornbacher Straße 114, Wien 17
- 1879: Wohnhaus Dornbacher Straße 70, Wien 17 (1885 und 1895 Zubauten von den Söhnen Heinrich und Franz Glaser jun.)
- 1879: Terrasse, Torturm und Gartenhaus für „Bären-Villa“ von Friedrich von Schmidt, Andergasse 8, Wien 17
- 1879: Anbau und Adaption am Wohnhaus Dornbacher Straße 68, Wien 17
- 1880: Wohnhaus Neuwaldegger Straße 41, Wien 17 (abgerissen)
- 1881: Kriegerkapelle der Pfarrkirche Dornbach, Rupertusplatz, Wien 17 (1968 umgebaut durch Erich Huber)
- 1881: Umbauten am Palais Nathaniel Rothschild, Theresianumgasse, Wien 4
- 1883: Umbauten am Wohnhaus, Schmöllerlgasse 1 / Plößlgasse 11, Wien 4  (erbaut 1834 von Philipp Brandl)
- um 1889: Drei Villen in der Franz-Glaser-Gasse 8, 10, 12

## Ehrungen
- Ehrenbürgerschaft, Dornbach bei Wien
- Benennung der Glasergasse in Dornbach bei Wien; seit 1894 Franz-Glaser-Gasse (die anliegende Ökologische Entwicklungsfläche trägt den Namen Franz-Glaser-Höhe)